# Bylice (Przelewice)
Bylice (deutsch Klein Lindenbusch) ist ein Dorf in der Woiwodschaft Westpommern in Polen. Es gehört zur Gmina Przelewice (Gemeinde Prillwitz)  im Powiat Pyrzycki (Pyritzer Kreis).

## Geographische Lage
Das Dorf liegt am nördlichen Rand der Neumark, etwa 60 Kilometer nordöstlich von Küstrin und etwa 50 Kilometer südöstlich von Stettin.

## Geschichte
Das Dorf wurde im Landbuch der Neumark von 1337 als „Llinpusch“ aufgeführt. Im Jahre 1353 verpfändete Markgraf Ludwig von Brandenburg die Beede des Dorfes, also eine Abgabe, an einen Rulo Levendal.
Auf der Feldmark von Lindenbusch, etwa 3 Kilometer östlich des Ortes, wurde das Vorwerk Groß Lindenbusch (später in Malwinenvorwerk umbenannt) angelegt. Dieses wurde im 18. Jahrhundert, aber noch vor 1718, zum pommerschen Rittergut Prillwitz gelegt. Wohl in Abgrenzung zum Vorwerk Groß Lindenbusch wurde das bisherige Lindenbusch „Klein Lindenbusch“ genannt.
Im Jahre 1910 wurden im Gutsbezirk Klein Lindenbusch 137 Einwohner gezählt.
Später wurde Klein Lindenbusch nach Kraazen eingemeindet und bildete bis 1945 einen Wohnplatz der Gemeinde Kraazen im Kreis Soldin der preußischen Provinz Brandenburg.
Nach dem Zweiten Weltkrieg kam Klein Lindenbusch, wie alle Gebiete östlich der Oder-Neiße-Linie, an Polen. Die Bevölkerung wurde vertrieben und durch Polen ersetzt. Der Ort erhielt den polnischen Ortsnamen „Bylice“. Heute bildet er ein eigenes Schulzenamt in der Gmina Przelewice (Gemeinde Prillwitz).